# Szlovák költők, írók listája
Ez a lista szlovák költők és írók nevét, születési és halálozázási évét tartalmazza. A lista a szlovák nyelvben elterjedt névformátumokat tartalmazza abban az esetben is, ha az adott költőt, írót más nemzetiségűnek ismerjük (például magyarnak vagy lengyelnek), a hivatkozások ugyanakkor értelemszerűen a magyar Wikipédiában található szócikkekre mutatnak.
| Ábécé szerinti tartalomjegyzék                      |
| --------------------------------------------------- |
| A B C D E F G H I J K L M N O P Q R S T U V W X Y Z |

## A
- Leopold Abaffy (Abaffy Lipót) (1827–1883)
- Miroslava Ábelová (1985–)
- Izák Abrahamides  (1557–1621)
- Karol Adamiš (1813–1849)
- Janko Alexy (1894–1970)
- Juraj Ambrozi (1694–1746)
- Ján Ambrozi (Ambrosi János ) (1741–1796)
- Ambrosy János (18. század)
- Samuel Ambrozi (1748–1806)
- Ján Andraščík (1799–1853)
- František Andraščík (1931–2001)
- Peter Andruška (1943–2024)
- Matej Augustíni (1695–1753)

## B
- Jozef Ignác Bajza (1755–1836)
- Ivan Baláž Kráľ (1978–)
- Anton Baláž (1943–)
- Vladimír Balla (1967)
- Ladislav Ballek (1941–2014)
- Ján Baltazár Magin (1681–1735)
- Jozef Banáš (1948–)
- Koloman Banšell (1850–1887)
- Nora Baráthová (1944–)
- Július Barč-Ivan (1909–1953)
- Ján Bayer (1630–1674)
- Alfonz Bednár (1914–1989)
- Vlado Bednár (1941–1984)
- Matej Bel (Bél Mátyás) (1684–1749)
- Krista Bendová (1923–1988)
- Vavrinec Benedikt z Nedožier (Laurentio Benedictino Nudozierino) (1555–1615)
- Valentín Beniak (1894–1973)
- Peter Benický (1603–1664)
- Ján Beňo (1933–2020)[2]
- Móric Beňovský (1746–1786)
- Anton Bernolák (Bernolák Antal) (1762–1813)
- Kazimír Bezek (1908–1952)
- Anton Bielek (1857–1911)
- Peter Bilý (1978–)
- Jaroslava Blažková (1933–2017)
- Božena Bobáková (1929–2020)
- Ján Bocatius (1569–1621)
- Bohuš Bodacz (1955–2020)
- Ján Bodenek (1911–1985)
- Jana Bodnárová (1950–)
- Emo Bohúň (1899–1959)
- Emil Boleslav Lukáč (1900–1979)
- Martin Bošňák (?–1566)
- Ján Botto (1829–1881)
- Roman Brat (1957–)
- Radovan Brenkus (1974–)
- Ján Brezina (1917–1997)
- Ivan Bukovčan (1921–1975)
- Blažej Bulla (1852–1919)
- Pavel Bunčák (1915–2000)
- Ján Buzássy (1935–)

## C
- Izák Caban (1632–1707)
- Ján Čajak ml. (1897–1982)
- Janko Čajak (1830–1867)
- Ján Čajak (1863–1944)
- Elena Čepčeková (1922–1992)
- Marína Čeretková-Gállová (1931–2017)[3]
- Karol Ľudovít Černo (1820–1894)
- Ďuro Červenák (1974–)
- Ján Chalupka (Chalupka János) (1791–1871)
- Samo Chalupka (Chalupka Sámuel) (1812–1883)
- Karol Chmel (1953–)
- Dobroslav Chrobák (1907–1951)
- Ján Chryzostom Korec (1924–2015)
- Andrej Chudoba (1927–2014)
- Martin Ciel (1963–)
- Jozef Cíger-Hronský (1896–1960)
- Rudolf Čižmárik (1949–2008)
- Vladimír Clementis (1902–1952)

## D
- Vasiľ Dacej (1936–)
- Dominik Dán (1955–)
- Rudolf Dilong (1905–1986)
- Pavol Dobšinský (1828–1885)
- Mikuláš Dohnány (1824–1852)
- Augustín Doležal (1737–1802)
- Ján Domasta (1909–1989)
- Jozef Dunajovec (1933–2007)
- Mária Ďuríčková (1919–2004)
- Dušan Dušek (1946–)

## E
- Lucia Eggenhofferová (1977–)
- Ivo Engler (1931–2017)[4]

## F
- Sebastián Fabricius (1625–1681)
- Rudolf Fabry (1915–1982)
- Juraj Fándly (1750–1811)
- Etela Farkašová (1943–)
- Ľubomír Feldek (1936–)
- Oľga Feldeková (1943–)
- Vladimír Ferko (1925–2002)
- Milan Ferko (1929–2010)
- Andrej Ferko (1955–)
- Margita Figuli (1909–1995)
- Boris Filan (1949–)
- Ján Filický (1585–1622)
- Ján Francisci-Rimavský (1822–1905)
- Ján Frátrik (1916–2000)

## G
- Ferdinand Gabaj (1908–1974)
- Ivan Gall (1885–1955)
- Cyril Gallay (1857–1913)
- Tido J. Gašpar (1893–1972)
- Želmíra Gašparíková (1901–1966)
- Hugolín Gavlovič (1712–1787)
- Katarína Gillerová (1958–)
- Peter Glocko (1946–2019)
- Gorazd (9–10. század)
- Hana Gregorová (1885–1958)
- Ctibor Greguš (1923–2015)
- Marián Grupač (1973–)
- Marianna Grznárová (1941–)

## H
- Michal Habaj (1974)
- Stanislav Háber (1966)
- Maša Haľamová (1908–1995)
- Bohumil Haluzický (1879–1957)
- Július Handžárik (1930)
- Viera Handzová (1931–1997)
- Ján Haranta (1909–1983)
- Mila Haugová (1942)
- František Hečko (1905–1960)
- Ján Herkeľ (1786–1853)
- Daniel Hevier (1955)
- Pavol Gašparovič Hlbina (1908–1977)
- Peter Holka (1950)
- Ján Hollý (1785–1849)
- Pavol Horák (1943)
- Pavol Horov (1914–1975)
- Karol D. Horváth (?)
- Samuel Hruškovic (Samuelis Hruscowitz) (1694–1748)
- Ján Hrušovský (1892–1975)
- Pavel Hrúz (1941–2008)
- Pavol Hudák (1959)
- Ivan Hudec (1947–2022)
- Svetozár Hurban-Vajanský (1847–1916)
- Michal Hvorecký (1976)
- Anton Hykisch (1932–2024)

## J
- Jakub Jakobeus (1591–1645)
- Pavol Janík (1956)
- Tomáš Janovic (1937)
- Peter Jaroš (1940)
- Klára Jarunková (1922–2005)
- Rudolf Jašík (1919–1960)
- Zora Jesenská (1909–1972)
- Janko Jesenský (1874–1945)
- Peter Jilemnický (1901–1949)
- Ján Johanides (1934–2008)
- Ján Jonáš (1919–1977)
- Peter Juščák (1953)

## K
- Ján Kalinčiak (1822–1871)
- Joachim Kalinka (1601–1678)
- Roman Kaliský (1922–2015)
- Jana Kantorová-Báliková (1951)
- Daniela Kapitáňová (1956)
- Belo Kapolka (1935–1998)
- Zuzana Karasová (1954)
- Jozef Karika (1978–)
- Peter Karvaš (1920–1999)
- Mikuláš Kasarda (1925–2013)
- Štefan Kasarda (1935–2006)
- Martin Kasarda (1968)
- Matúš Kavec (1898–1980)
- Táňa Keleová-Vasilková (1964)
- Peter Kellner-Hostinský (1823–1873)
- Richard Kitta (1979)
- Teofil Klas (1940)
- Zlatko Klátik (1922–1990)
- Ján Klempa (1839–1894)
- Viliam Klimáček (1958)
- Kliment (840(?)–916)
- Mikuláš Kočan (1946)
- Tibor Kočík (1952)
- Adam František Kollár (1718–1783)
- Ján Kollár (1793–1852)
- Štefan Komodický (16. század)
- Vojtech Kondrót (1940–2003)
- Konštantín (Szent Cirill) (827–869)
- Márius Kopcsay (1968)
- Ján Kostra (1910–1975)
- Mikuláš Kováč (1934–1992)
- Peter Kováčik (1936)
- Eva Kováčová (1951–2010)
- Vlastimil Kovalčík (1939)
- Pavel Koyš (1932–1993)
- Janko Kráľ (1822–1876)
- Fraňo Kráľ (1903–1955)
- Štefan Králik (1909–1983)
- Ivan Krasko (1876–1958)
- Blažej Krasnovský (1951–1999)
- Štefan Krčméry (1892–1955)
- Daniel Krman (Krman Dániel) (1663–1740)
- Adriana Krúpová (1962)
- Imrich Kružliak (1914–2019)
- Ľudovít Kubáni (1830–1869)
- Dionýz Kubík (1749–1811)
- Martin Kukučín (1860–1928)
- Juraj Kuniak (1955)
- Ivan Kupec (1922–1997)
- Karol Kuzmány (1806–1866)
- Pavel Kyrmezer (?–1589)

## L
- Anna Lacková-Zora (1899–1988)
- Elena Lacková (1921–2003)
- Eliáš Ladiver (1633–1686)
- Leopold Lahola (1918–1968)
- Eliáš Láni (1570–1618)
- Juraj Láni (1646–1701)
- Milan Lasica (1940–2021)[5]
- Martin Lauček (1732–1802)
- Ivan Laučík (1944–2004)
- Katarína Lazarová (1914–1995)
- Milan Lechan (1943)
- Ján Lenčo (1933–2012)
- Július Lenko (1914–2000)
- Štefan Leška (1757–1818)
- Rebeka Lešková (1773–1856)
- Daniel Gabriel Lichard (1812–1882)
- Óndra Łysohorský (1905–1989)

## M
- Drahoslav Machala (1947–2015)
- Božena Mačingová (1922–2017)
- Dušan Makovický (1866–1921)
- Anton Marec (1953)
- Albert Marenčin (1922–2019)
- Alfred Marnau (1918–1999)
- Elena Maróthy-Šoltésová (1855–1939)
- Tobiáš Masník (1640–1697)
- Maxim E. Matkin (?)
- Maurus (1000 vagy 1001–1070)
- Janko Matúška (1821–1877)
- Metod (815–885)
- Pavel Michalko (1752–1825)
- Vojtech Mihálik (1926–2001)
- Jozef Mihalkovič (1935)
- Jozef Miloslav Hurban (1817–1888)
- Michal Miloslav Hodža (1811–1870)
- Vladimír Mináč (1922–1996)
- Peter Mišák (1950–)
- Dušan Mitana (1946–2019)
- Ladislav Mňačko (1919–1994)
- Ján Mölče (1834-1906)
- Štefan Moravčík (1943–)
- Rudo Moric (1921–1985)
- Jur Tesák Mošovský (1545–1617)

## N
- Ladislav Nádaši-Jégé (1866–1940)
- Petra Nagyová-Džerengová (1972–)
- Naum (830–910)
- Irina Nevická (1886–1966)
- Jožo Nižnánsky (1903–1976)
- Martin Novák (1620–1686)
- Laco Novomeský (1904–1976)

## O
- Štefan Oľha (1936–2009)
- Pavol Ušák Oliva (1914–1941)
- Rado Olos (?)
- Anna Ondrejková (1954)
- Ľudo Ondrejov (1901–1962)
- Ján Ondruš (1932–2000)[6]
- Pavol Országh-Hviezdoslav (Országh Pál) (1849–1921)
- Igor Otčenáš (1956–)

## P
- Ján Palárik (1822–1870)
- Juraj Palkovič (1769–1850)
- Štefánia Pártošová (1913–1987)
- Daniel Pastirčák (1959–)
- Viliam Pauliny-Tóth (1826–1877)
- Alexandra Pavelková (1966–)
- Kamil Peteraj (1945–)
- Štefan Pilárik (1615–1693)
- Peter Pišťanek (1960–2015)
- Ondrej Plachý (1755–1810)
- Andrej Plávka (1907–1982)
- Marta Podhradská (1949–2023)
- Ľudmila Podjavorinská (1872–1951)
- Dana Podracká (1954–)
- Ján Poničan (1902–1978)
- Hana Ponická (1922–2007)
- Daniel Pribiš (1580-1645)
- Peter Puskás (1923–)
- Jozef Puškáš (1951–)

## R
- Lýdia Ragačová (1947–2021)[7]
- Ján Rak (1915–1969)
- Anton Rákay (1925–2013)
- Martin Rakovský (1535–1589)
- Stanislav Rakús (1940–)
- Pavel Rankov (?)
- Martin Rázus (1888–1937)
- Mária Rázusová-Martáková (1905–1964)
- Vladimír Reisel (1919–2007)
- Peter Repka (1944–)
- Jozef Repko (1940–2014)
- Peter Révai (1568–1622)
- Ján Rezik (?–1711)
- Juraj Rohoň (1773–1831)
- Radoslav Rochallyi (1980–)
- Gabriela Rothmayerová (1951–)
- Vladimír Roy (1885–1936)
- Kristína Royová (1860–1936)
- Enja Rúčková (1983–)
- Milan Rúfus (1928–2009)
- Igor Rusnák (1936–2021)[8]
- Nóra Ružičková (1977–)

## S
- Pavel Jozef Šafárik (1795–1861)
- Ján Sambucus (1531–1581)
- Elo Šándor (1896–1952)
- Štefan Sandtner (1916–2006)
- Július Satinský (1941–2002)
- Rudolf Schuster (1934–)
- Ján Seberini (1780–1857)
- Ján Sekáč (1767–1818)
- Štefan Ferdinand Selecký (1675–?)
- Martin Sentiváni (1633–1705)
- Peter Ševčovič (1935–2006)
- Peter Sever (1924–2004)
- Vincent Šikula (1936–2001)
- Janko Silan (1914–1984)
- Ján Silván (1493–1573)
- Milan Šimečka (1930–1990)
- Martin M. Šimečka (1957–)
- Ján Simonides (1648–1708)
- Ján Šimonovič (1939–1994)
- Ján Šimulčík (1970–)
- Daniel Sinapius-Horčička (1640–1688)
- Albert Škarvan (1869–1926)
- Andrej Sládkovič (1820–1872)
- Božena Slančíková-Timrava (1867–1951)
- Rudolf Sloboda (1938–1995)
- Dušan Slobodník (1927–2001)
- Ján Smrek (1898–1982)
- Ján Solovič (1934–2022)
- Daniel Speer (1636–1707)
- Mikuláš Šprinc (1914–1986)
- Anton Srholec (1929–2016)
- Ján Stacho (1936–1995)
- Dalimír Stano (1955–)
- Jarmila Štítnická (1924–1980)
- Ctibor Štítnický (1922–2002)
- Ivan Stodola (1888–1977)
- Ján Štrasser (1946–)
- Štefan Strážay (1940–)
- Karol Strmeň (1921–1994)
- Ivan Štrpka (1944–)
- Karol Štúr (1811–1851)
- Ľudovít Štúr (1815–1856)
- Pavol Suržin (1939–1992)
- František Švantner (1912–1950)
- Ján Švantner (1949–)
- Vladimír Sýkora (1913–1942)
- Ladislav Szalay (1929–)
- Benedikt Szőllősi (1609–1656)

## T
- Bohuslav Tablic (1769–1832)
- Jozef Gregor-Tajovský (1874–1940)
- Nataša Tanská (1929–2014)
- Dušan Taragel (1961–)
- Dominik Tatarka (1913–1989)
- Ladislav Ťažký (1924–2011)
- Benjamín Tinák (1930–2008)[9]
- Samo Tomášik (1813–1887)
- Jozef Tomko (1924–2022)
- Valerián Trabalka (1942–2024)
- Juraj Tranovský (1592–1637)
- Viola Truchlíková (1921–1973)
- Jób Trusius (?–1678)
- Ján z Turca (1435–1488 vagy 1490)
- Juraj Tušiak (1935–1986)
- Ján Tužinský (1951–)

## U
- Leonard z Uničova (15. század)
- Milo Urban (1904–1982)
- Jozef Urban (1964–1999)
- Eva Urbaníková (1976–)

## V
- Lýdia Vadkerti-Gavorníková (1932–1999)
- Miroslav Válek (1927–1991)
- Terézia Vansová (1857–1942)
- Miroslava Varáčková (1981)
- Alta Vášová (1939)
- Svetloslav Veigl (1915–2010)
- Marcela Veselková (1981–)
- Pavel Vilikovský (1941–2020)
- Martin Vlado (1959–)
- František Votruba (1880–1953)
- Samo Vozár (1823–1850)
- Ján Vyskydenský (1761–1834)

## W
- Alfréd Wetzler (1918–1988)

## Z
- Jonáš Záborský (1812–1876)
- Osvald Zahradník (1932–2017)
- Vojtech Zamarovský (1919–2006)
- Ján Zambor (1947–)
- Jozef Žarnay (1944–)
- Andrej Žarnov (1903–1982)
- Štefan Žáry (1918–2007)
- Gustáv Kazimír Zechenter-Laskomerský (1824–1908)
- Ľudo Zelienka (1917–1977)
- Milan Zelinka (1942–)
- Hana Zelinová (1914–2004)
- Zuzka Zguriška (1900–1984)
- Milka Zimková (1951–2023)
- Ľudo Zúbek (1907–1969)
- Gorazd Zvonický (1913–1995)